# Stanislav Tecl
Stanislav Tecl (Jindřichův Hradec, 1º settembre 1990) è un ex calciatore ceco, di ruolo attaccante.

## Caratteristiche tecniche
Prima punta, può giocare anche come trequartista.

## Carriera

### Club
Il 23 ottobre del 2009 sigla due reti contro lo Zenit Čáslav (5-2). Il 29 marzo del 2010 esordisce con lo Slavia Praga, squadra nella quale è arrivato in prestito da Jihlava, nella sfida contro il Baník Ostrava (3-1), subentrando nel secondo tempo a Stanislav Vlček. Il 30 luglio, ritornato a Jihlava, esordisce contro il Varnsdorf (1-0) e il 4 settembre realizza una doppietta a Zlín contro il Tescoma (4-1). Si ripete il successivo 25 marzo 2011, contro il Sezimovo Ústí (2-1). Mette a segno la sua prima tripletta in carriera il 22 aprile, nella partita contro la squadra riserve dello Sparta Praga (5-1).
L'esordio nel nuovo campionato di seconda divisione è contro il Bohemians Praha (0-3). La prima rete stagionale arriva nella sfida contro il Sezimovo Ústí (0-1). Firma doppiette contro Třinec (1-3) e Graffin Vlašim (1-3).
Conquistata la promozione in prima divisione Tecl debutta contro lo Slavia Praga, sua ex squadra, siglando un gol nel 3-3 finale. Il 2 settembre segna due reti contro il Mladá Boleslav (1-3). Il 14 febbraio 2013 segna una rete contro il Napoli in Europa League.

### Nazionale
Ha giocato nelle nazionali giovanili ceche Under-18, Under-19 ed Under-21.
Ha debuttato in nazionale maggiore nel 2013.

## Statistiche

### Cronologia presenze e reti in nazionale
| Cronologia completa delle presenze e delle reti in nazionale ― Rep. Ceca | Cronologia completa delle presenze e delle reti in nazionale ― Rep. Ceca | Cronologia completa delle presenze e delle reti in nazionale ― Rep. Ceca | Cronologia completa delle presenze e delle reti in nazionale ― Rep. Ceca | Cronologia completa delle presenze e delle reti in nazionale ― Rep. Ceca | Cronologia completa delle presenze e delle reti in nazionale ― Rep. Ceca | Cronologia completa delle presenze e delle reti in nazionale ― Rep. Ceca | Cronologia completa delle presenze e delle reti in nazionale ― Rep. Ceca |
| Data                                                                     | Città                                                                    | In casa                                                                  | Risultato                                                                | Ospiti                                                                   | Competizione                                                             | Reti                                                                     | Note                                                                     |
| ------------------------------------------------------------------------ | ------------------------------------------------------------------------ | ------------------------------------------------------------------------ | ------------------------------------------------------------------------ | ------------------------------------------------------------------------ | ------------------------------------------------------------------------ | ------------------------------------------------------------------------ | ------------------------------------------------------------------------ |
| 6-2-2013                                                                 | Manisa                                                                   | Turchia                                                                  | 0 – 2                                                                    | Rep. Ceca                                                                | Amichevole                                                               | -                                                                        | 63’                                                                      |
| 3-6-2014                                                                 | Olomouc                                                                  | Rep. Ceca                                                                | 1 – 2                                                                    | Austria                                                                  | Amichevole                                                               | -                                                                        | 73’                                                                      |
| 26-3-2018                                                                | Nanning                                                                  | Cina                                                                     | 1 – 4                                                                    | Rep. Ceca                                                                | Amichevole                                                               | -                                                                        | 46’                                                                      |
| 6-9-2018                                                                 | Uherské Hradiště                                                         | Rep. Ceca                                                                | 1 – 2                                                                    | Ucraina                                                                  | UEFA Nations League 2018-2019 - 1º turno                                 | -                                                                        | 83’                                                                      |
| 10-9-2018                                                                | Rostov sul Don                                                           | Russia                                                                   | 5 – 1                                                                    | Rep. Ceca                                                                | Amichevole                                                               | -                                                                        | 71’                                                                      |
| 7-9-2020                                                                 | Olomouc                                                                  | Rep. Ceca                                                                | 1 – 2                                                                    | Scozia                                                                   | UEFA Nations League 2020-2021 - 1º turno                                 | -                                                                        |                                                                          |
| 2-9-2021                                                                 | Ostrava                                                                  | Rep. Ceca                                                                | 1 – 0                                                                    | Bielorussia                                                              | Qual. Mondiali 2022                                                      | -                                                                        | 90+4’                                                                    |
| 5-9-2021                                                                 | Bruxelles                                                                | Belgio                                                                   | 3 – 0                                                                    | Rep. Ceca                                                                | Qual. Mondiali 2022                                                      | -                                                                        | 65’                                                                      |
| 8-9-2021                                                                 | Plzeň                                                                    | Rep. Ceca                                                                | 1 – 1                                                                    | Ucraina                                                                  | Amichevole                                                               | -                                                                        | 76’                                                                      |
| 12-6-2022                                                                | Malaga                                                                   | Spagna                                                                   | 2 – 0                                                                    | Rep. Ceca                                                                | UEFA Nations League 2022-2023 - 1º turno                                 | -                                                                        | 79’                                                                      |
| Totale                                                                   |                                                                          | Presenze                                                                 | 10                                                                       |                                                                          | Reti                                                                     | 0                                                                        |                                                                          |

## Palmarès

### Club

#### Competizioni nazionali
- Campionato ceco: 4

Slavia Praga: 2016-2017, 2018-2019, 2019-2020, 2020-2021
- Coppa della Repubblica Ceca: 4

Slavia Praga: 2017-2018, 2018-2019, 2020-2021, 2022-2023